# AFL - Division III 2017
La AFL Division III 2017 è stata la 7ª edizione del campionato di football americano di quarto livello, organizzato dalla AFBÖ.

## Squadre partecipanti
| Club                  | Città             | Stadio | Sponsor ufficiale | Risultato nella stagione 2016 |
| --------------------- | ----------------- | ------ | ----------------- | ----------------------------- |
| Asperhofen Blue Hawks | Asperhofen        |        |                   |                               |
| Carinthian Eagles     | Villaco           |        |                   |                               |
| Graz Giants 2         | Graz              |        | Projekt Spielberg |                               |
| Mostviertel Bastards  | Ybbs an der Donau |        |                   |                               |
| Pannonia Eagles       | Baumgarten        |        |                   |                               |
| Pinzgau Devils        | Piesendorf        |        |                   |                               |
| Styrian Hurricanes    | Stallhofen        |        | Peicher - US cars |                               |
| Weinviertel Spartans  | Mistelbach        |        |                   |                               |

## Stagione regolare

### Calendario

#### 1ª giornata
| Ybbs an der Donau 8 aprile 2017, ore 15:00 | Mostviertel Bastards | 6 – 39 (0-20 6-0 0-0 0-19) referto | Pannonia Eagles | FC Sarling |

| Graz 9 aprile 2017, ore 15:00 | Graz Giants 2 | 18 – 26 (6-14 0-6 0-6 12-0) referto | Carinthian Eagles | ASKÖ Stadion Eggenberg |

| Saalfelden am Steinernen Meer 9 aprile 2017, ore 15:00 | Pinzgau Devils | 14 – 9 (0-7 14-0 0-2 0-0) referto | Styrian Hurricanes | SK Saalfelden |

| Mistelbach 9 aprile 2017, ore 15:00 | Weinviertel Spartans | 33 – 13 (15-7 7-0 8-0 3-6) referto | Asperhofen Blue Hawks | Mistelbach-Sportzentrum |

#### 2ª giornata
| Stallhofen 22 aprile 2017, ore 15:00 | Styrian Hurricanes | 13 – 48 (6-7 0-20 7-7 0-14) referto | Graz Giants 2 | Freizeitzentrum |

| 23 aprile 2017, ore 14:15 | Carinthian Eagles | 14 – 13 (2-7 0-6 6-0 6-0) referto | Pinzgau Devils |  |

| 23 aprile 2017, ore 15:00 | Asperhofen Blue Hawks | 6 – 13 referto | Mostviertel Bastards |  |

#### 3ª giornata
| 1º maggio 2017, ore 15:00 | Pannonia Eagles | 34 – 12 (14-0 6-0 14-0 0-12) referto | Weinviertel Spartans |  |

#### 4ª giornata
| 6 maggio 2017, ore 15:00 CEST | Styrian Hurricanes | 0 – 15 (0-12 0-0 0-0 0-3) referto | Carinthian Eagles |  |

| 6 maggio 2017, ore 15:00 CEST | Mostviertel Bastards | 41 – 20 (7-7 20-6 0-7 14-0) referto | Weinviertel Spartans |  |

| 7 maggio 2017, ore 15:00 CEST | Graz Giants 2 | 47 – 13 (27-0 13-7 0-0 7-6) referto | Pinzgau Devils |  |

| 7 maggio 2017, ore 15:00 CEST | Asperhofen Blue Hawks | 0 – 13 (0-7 0-6 0-0 0-0) referto | Pannonia Eagles |  |

#### 5ª giornata
| 20 maggio 2017, ore 15:00 | Pannonia Eagles | 44 – 7 (12-0 16-0 8-7 8-0) referto | Asperhofen Blue Hawks |  |

| 20 maggio 2017, ore 18:00 | Weinviertel Spartans | 36 – 20 (6-0 16-6 14-14 0-0) referto | Mostviertel Bastards |  |

| 21 maggio 2017, ore 14:15 | Carinthian Eagles | 43 – 12 (6-2 6-3 8-0 23-7) referto | Styrian Hurricanes |  |

| 21 maggio 2017, ore 15:00 | Pinzgau Devils | 6 – 38 (0-2 0-13 6-14 0-9) referto | Graz Giants 2 |  |

#### 6ª giornata
| 3 giugno 2017, ore 15:00 CEST | Pannonia Eagles | 42 – 0 (6-0 16-0 14-0 6-0) referto | Mostviertel Bastards |  |

| 4 giugno 2017, ore 14:15 CEST | Carinthian Eagles | 21 – 48 (7-7 0-15 7-13 7-13) referto | Graz Giants 2 |  |

| 4 giugno 2017, ore 15:00 CEST | Styrian Hurricanes | 20 – 13 (3-0 3-7 7-6 7-0) referto | Pinzgau Devils |  |

#### 7ª giornata
| 11 giugno 2017, ore 15:00 CEST | Asperhofen Blue Hawks | 31 – 45 (7-7 14-17 7-7 3-14) referto | Weinviertel Spartans |  |

#### 8ª giornata
| 17 giugno 2017, ore 15:00 CEST | Pinzgau Devils | 13 – 27 (6-7 0-7 0-7 7-6) referto | Carinthian Eagles |  |

| 17 giugno 2017, ore 18:00 CEST | Weinviertel Spartans | 27 – 12 (6-0 7-12 7-0 7-0) referto | Pannonia Eagles |  |

| 18 giugno 2017, ore 14:00 CEST | Mostviertel Bastards | 12 – 14 (0-0 0-7 6-7 6-0) referto | Asperhofen Blue Hawks |  |

| 18 giugno 2017, ore 16:00 CEST | Graz Giants 2 | 20 – 14 (6-0 6-14 0-0 8-0) referto | Styrian Hurricanes |  |

### Classifica
La classifica della regular season è la seguente:
- PCT = percentuale di vittorie, G = partite giocate, V = partite vinte,  P = partite perse, PF = punti fatti, PS = punti subiti

#### Conference A
| Pos. | Squadra            | PCT  | G | V | N | P | PF  | PS  |
| ---- | ------------------ | ---- | - | - | - | - | --- | --- |
| 1    | Graz Giants 2      | .833 | 6 | 5 | 0 | 1 | 219 | 93  |
| 2    | Carinthian Eagles  | .833 | 6 | 5 | 0 | 1 | 146 | 104 |
| 3    | Styrian Hurricanes | .167 | 6 | 1 | 0 | 5 | 68  | 153 |
| 4    | Pinzgau Devils     | .167 | 6 | 1 | 0 | 5 | 72  | 155 |

#### Conference B
| Pos. | Squadra               | PCT  | G | V | N | P | PF  | PS  |
| ---- | --------------------- | ---- | - | - | - | - | --- | --- |
| 1    | Pannonia Eagles       | .833 | 6 | 5 | 0 | 1 | 184 | 52  |
| 2    | Weinviertel Spartans  | .833 | 6 | 4 | 0 | 2 | 173 | 151 |
| 3    | Mostviertel Bastards  | .333 | 6 | 2 | 0 | 4 | 92  | 157 |
| 4    | Asperhofen Blue Hawks | .167 | 6 | 1 | 0 | 5 | 71  | 160 |

## Playoff

### Tabellone
|  | Semifinali | Semifinali           | Semifinali |                 |    | XIV Challenge Bowl | XIV Challenge Bowl | XIV Challenge Bowl |  |
|  |            |                      |            |                 |    |                    |                    |                    |  |
|  | 1A         | Graz Giants 2        | 25         |                 |    |                    |                    |                    |  |
|  | 1A         | Graz Giants 2        | 25         |                 |    |                    |                    |                    |  |
|  | 2B         | Weinviertel Spartans | 10         |                 |    |                    |                    |                    |  |
|  | 2B         | Weinviertel Spartans | 10         |                 | 1A | Graz Giants 2      | 30                 |                    |  |
|  |            |                      |            |                 | 1A | Graz Giants 2      | 30                 |                    |  |
|  |            |                      | 1B         | Pannonia Eagles | 40 |                    |                    |                    |  |
|  | 2A         | Carinthian Eagles    | 1B         | Pannonia Eagles | 40 | 6                  |                    |                    |  |
|  | 2A         | Carinthian Eagles    |            |                 |    |                    |                    |                    |  |
|  | 1B         | Pannonia Eagles      | 41         |                 |    |                    |                    |                    |  |

### Semifinali
| Graz 8 luglio 2017, ore 15:00 | Graz Giants 2 | 25 – 10 (8-7 3-0 7-3 7-0) referto | Weinviertel Spartans | Stadion Eggenberg |

| Baumgarten 8 luglio 2017, ore 17:30 | Pannonia Eagles | 41 – 6 (6-0 8-0 7-0 20-6) referto | Carinthian Eagles | Franz Kovacsich Platz |

### XIV Challenge Bowl
| Baumgarten 22 luglio 2017, ore 16:30 | Pannonia Eagles | 40 – 30 (0-2 7-0 6-21 27-7) referto | Graz Giants 2 | Franz Kovacsich Platz |

## Verdetti
- Pannonia Eagles Vincitori dell'AFL Division III 2017